# Sound Horizon
I Sound Horizon sono un gruppo musicale giapponese attivo dal 2001, con Revo come compositore e unico membro permanente. Sono spesso abbreviati in SH o サンホラ (SanHora).
La musica di Revo è influenzata da diversi generi che vanno dalla musica rock/metal alla musica classica, dalla musica folk/tradizionale alla musica elettronica, dal darkwave fino al jazz. Nonostante sia difficile individuare una specifica corrente musicale, le sue radici nel rock progressivo, l'utilizzo di un'ampia e varia strumentazione e la frequente citazione di opere musicali classiche la rendono riconducibile al rock sinfonico. Inoltre, poiché le sue produzioni sono caratterizzate dall'utilizzo di concept albums e da una componente narrativa, spesso ispirata ad eventi storici e temi classici, viene spesso considerato pioniere della "story music".

## Storia del gruppo

### Primi anni:? - 2001
Il Sound Horizon era originariamente esistito come sito internet nella metà degli anni '90 in cui Revo (con lo pseudonimo di "G.Revo") pubblicò cover di musica per videogiochi, spesso JRPG, e musica da lui composta e accompagnata da testi poetici.
Il 30 dicembre del 2001, in occasione della 61ª edizione invernale del Comic Market a Tokyo, Revo pubblicò il suo 1°CD Story intitolato "Chronicle" allo stand di Yokoyan (amico/a di Revo e illustratore/trice delle copertine dei suoi album). Tutte le 1200 copie sono state vendute e hanno dato inizio alla carriera doujin dei Sound Horizon. Questa prima pubblicazione era interamente strumentale e ogni canzone era accompagnata da delle poesie all'interno del booklet che raccontavano la storia.

### Thanatos e Aramary: 2002
L'anno successivo, durante la 62ª edizione del Comic Market, Revo pubblicò il suo 2ºCD Story intitolato "Thanatos". Questo secondo CD presentava una novità importante: l'arrivo della prima cantante e narratrice del gruppo, Aramary. Da questo momento in poi la musica dei Sound Horizon verrà raccontata attraverso la musica, effetti speciali, cantato e narrazione.
A dicembre dello stesso anno Revo organizzò il "Thanatos Party" sul suo sito ufficiale, un evento web che includeva tre podcast in compagnia di Aramary.

### Lost e Pico Magic: 2002 - 2003
Il 3°CD Story è stato pubblicato nel 2002 durante l'edizione invernale del Comic Market.
Questo terzo album ha subito notevoli miglioramenti dal punto di vista sonoro ed è stato il primo con il secondo cantante e narratore, Jimang, oltre che a una collaborazione con la cantante Haruka Shimotsuki.
Durante il 2003, Revo lavorò sul remake del suo primo CD "Chronicle" (richiesto da molti suoi fan) e sul suo quarto 'CD Story' chiamato "Elysion".
A maggio egli pubblicò "Pico Magic" e "Pico Magic Reloaded", considerati "Pleasure CD's" i quali contengono entrambi canzoni degli album precedenti registrate nuovamente e rimasterizzate, alcune nuove canzoni e delle preview/demo delle canzoni che sarebbero state presenti nel successivo album.

### Chronicle 2nd e la Bellwood Records: 2004
Il remake del primo album "Chronicle" uscì nel marzo del 2004 con il nome di "Chronicle 2nd" e presentava una miglior qualità del suono oltre che alla presenza dei tre cantanti che hanno contribuito agli album precedenti. Questo album segnò la fine dei Sound Horizon come gruppo doujin.
Il gruppo firma un contratto con la Bellwood Records e subito dopo, il 27 di ottobre, uscì "Elysion ~Rakuen e no Zensoukyouku~" contenente delle canzoni dell'era doujin e due nuove canzoni che saranno presenti nel 4°CD Story.
Sono stati organizzati diversi eventi in occasione del nuovo album allo Yamagiwa Soft Shop e al Comic Toranoana ad Akihabara (Tokyo) e inoltre, dopo il suo annuncio, l'album è riuscito a posizionarsi primo nelle preordinazioni su Amazon Japan.

### Leviathan, Elysion e il loro primo concerto: 2005
Nel febbraio del 2005 Revo compose un cosiddetto "image album" chiamato Leviathan (basato sull'omonimo manga di Eiji Otsuka e Yu Kinutani) e pubblicato dalla MOMO AND GRAPES. Nonostante sia stato pubblicato sotto il solo nome di Revo, l'album includeva anche la partecipazione di Aramary e altre cantanti quali RIKKI, Sizzle Ohtaka e Geila Zilkha. In quel periodo aprì il fanclub ufficiale dei Sound Horizon, il "Salon de Horizon".
Il primo album pubblicato da una label commerciale fu il 4ºCD Story: "Elysion ~Rakuen Gensō Monogatari Kumikyoku~". Cantato da Aramary e Jimang (con la partecipazione di Miyoshi Harito per le parti da soprano).
Come in precedenza, i festeggiamenti per la release si sono svolti allo Yamagiwa Soft e al Comic Toranoana, in Akihabara, Tokyo.
Il primo concerto dei Sound Horizon (intitolato "The Sound Horizon 1st LIVE in AMLUX") fu tenuto il 29 aprile 2005 all'Amlux Tokyo ad Ikebukuro, Tokyo. Il primo Story Concert si è tenuto poi il 24 Luglio al Nakano Zero Hall sotto il nome di "Elysion ~Rakuen Parade e youkoso!~". Quest'ultimo concerto è stato prodotto da SCREAMING MAD GEORGE, un famoso regista e effettista che ha lavorato anche con gli X-Japan, facendo sold out con circa 1300 persone presenti.
A dicembre del 2005 Revo pubblicò il suo secondo image album: Poca Felicità, per l'anime "Gunslinger Girl". Quest'album è stato cantato da diversi seiyuu e da un soprano.

### L'uscita di Aramary e Roman: 2006
Per promuovere ulteriormente il DVD di Elysion, quest'ultimo è stato proiettato in diverse sale quali al Laforet Museum (Roppongi) al CLUB QUATTRO (Nagoya) e al Banana Hall (Umeda). Il DVD è stato successivamente rilasciato a Marzo raggiungendo il secondo posto del Daily and Weekly Rankings of Music DVD's dell'Oricon.
Subito dopo Revo annunciò la fine della prima era dei Sound Horizon con la decisione di Aramary di uscire dalla band per ragioni personali, specificando che l'allontanamento non era causato da una contesa. La nuova era invece è caratterizzata dalla partecipazione di molti cantanti, artisti e nuovi annunci.